# 世界のフラワーロード
『世界のフラワーロード』は100sの3枚目のアルバムである。2009年7月8日発売。

## 解説
- 中村一義の生まれ育った街(小岩のフラワーロード)の“原風景”をテーマに制作された。
- プライベートスタジオ「100st.」（ヒャクスタ）にてレコーディングされた。
- ファンクラブの会報にて、今作は100sの「サージェント・ペパーズ・ロンリー・ハーツ・クラブ・バンド」という本人達の談。
- 邦楽の新譜には非常に珍しく、SHM-CD仕様が採用されている。なお、エイベックスのアーティストがSHM-CDをリリースするのは本作が初。
- SHM-CD+DVD、SHM-CDのみの2形態での発売。
- 「ALL!!!!!!」同様、DVDつきには、収録全楽曲のミュージック・ビデオも収録され、監督は2枚のシングルに引き続き、映画監督の横浜聡子が担当。
- DVDつきの初回盤は、佐内正史の撮影による40Pのブックレットが付いた豪華スリーブ付ジャケットとなっている。

## 収録曲
1. 出口VS入口  (0:51)
（作曲：中村一義　編曲：池田貴史）
2. 世界の私から (4:03)
（作詞・作曲：中村一義　編曲：100s）
3. 魔法を信じ続けているかい？ (3:56)
（作詞・作曲：中村一義　編曲：100s）
4. そりゃそうだ  (4:16)
（作詞・作曲：中村一義　編曲：100s）
5. エコVSエゴ  (1:35)
（作曲：佐内正史・中村一義・池田貴史　編曲：中村一義・池田貴史）
6. モノアイ  (4:08)
（作詞・作曲：中村一義　編曲：100s）
7. セブンス・ワンダー (4:07)
（作詞・作曲：中村一義　編曲：100s）
8. いぬのきもち  (2:56)
（作詞：中村一義　作曲：小野眞一　編曲：100s）
9. ミス・ピーチ！ (4:35)
（作詞：中村一義　作曲：池田貴史　編曲：100s）
10. 銀河VS俺 (1:35)
（作詞・作曲：中村一義　編曲：100s）
11. ある日、 (4:42)
（作詞・作曲：中村一義　編曲：100s）
12. フラワーロード (4:47)
（作詞・作曲：中村一義　編曲：100s）
13. まごころに  (3:53)
（作詞・作曲：中村一義　編曲：100s）
14. 最後の信号 (6:15)
（作詞・作曲：中村一義　編曲：100s）
15. ～長い深呼吸～  (0:18)
（作曲：中村一義）
16. 空い赤  (5:06)
（作詞・作曲：中村一義　編曲：100s）